# Internationale Humanistische und Ethische Union
Humanists International (von 1952 bis 2019 Internationale Humanistische und Ethische Union, Abkürzung: IHEU; engl. International Humanist and Ethical Union) ist eine in New York registrierte Nichtregierungsorganisation (NGO); sie bildet die Hauptorganisation von über 170 zusammengeschlossenen, nichtreligiösen humanistischen und säkularen Organisationen aus fast allen Ländern. Ihr Symbol ist der Happy Human, der auch von assoziierten Organisationen verwendet wird. Präsident ist seit 2015 der Brite Andrew Copson. Mitgliedsorganisationen aus dem deutschsprachigen Raum sind unter anderem der Humanistische Verband Deutschlands und die Humanistische Vereinigung in Deutschland, die Freidenker-Vereinigung der Schweiz sowie der Humanistische Verband Österreich. Sie hat ihren Sitz in London.

## Ziele
Mission der Humanists International ist die Vertretung und Unterstützung konfessionsloser und nichtreligiöser Menschen. Ziel ist eine Welt, in der die Menschenrechte respektiert werden und jeder ein würdevolles Leben leben kann.
Langfristige strategische Ziele sind unter anderem:
- Humanismus als eine nicht-theistische Lebenseinstellung zu fördern
- die humanistische Bewegung im Rahmen der internationalen Gemeinschaften und Organisationen zu fördern
- die Menschenrechte und die Rechte der Mitglieder zu verteidigen
- humanistische Organisationen in allen Gegenden der Welt zu entwickeln und zu etablieren
- eine globale und effektiv tätige Organisationsstruktur aufzubauen

Dazu soll unter anderem für die Prinzipien der Amsterdam-Deklaration, Säkularität sowie Religions- und Weltanschauungsfreiheit geworben werden. Es werden Konferenzen durchgeführt und der IHEYO als humanistische Jugendorganisation aufgebaut.

## Minimum Statement
1996 verabschiedete die damalige IHEU auf ihrer Generalversammlung das Minimum Statement on Humanism. Die Anerkennung des Statements stellte die Mindestvoraussetzung für die Mitgliedschaft in der IHEU dar:

“Humanism is a democratic and ethical life stance, which affirms that human beings have the right and responsibility to give meaning and shape to their own lives. It stands for the building of a more humane society through an ethic based on human and other natural values in the spirit of reason and free inquiry through human capabilities. It is not theistic, and it does not accept supernatural views of reality.”

„Der Humanismus ist eine demokratische und ethische Lebenseinstellung, welche die Ansicht vertritt, dass [alle] Menschen das Recht und die Verantwortung haben, ihrem eigenen Leben Sinn und Form zu geben. Er [= der Humanismus] steht für den Aufbau einer menschlicheren Gesellschaft durch eine Ethik, die auf menschlichen und natürlichen Werten im Geiste der Vernunft und der freien Meinungsbildung durch menschliche Fähigkeiten basiert. Er ist nicht theistisch und akzeptiert keine übernatürlichen Sichtweisen auf die Realität.“

## Deklarationen
2002 wurde eine aktualisierte Fassung der Amsterdam-Deklaration beschlossen, die Kennzeichen eines weltweiten vertretenen Humanismus-Verständnisses definiert und von allen IHEU-Mitgliedsorganisationen unterstützt wird. Im Juni 2022 wurde diese Deklaration durch die „Erklärung des modernen Humanismus“ (Declaration of Modern Humanism) abgelöst.
2011 wurde die Oslo-Deklaration zum Frieden beschlossen, 2014 die Oxford-Deklaration zur Gedanken- und Meinungsfreiheit, 2018 die Auckland-Deklaration gegen die Politik der Spaltung und 2019 die Reykjavík-Deklaration zur Klimakrise.

## Aktivitäten

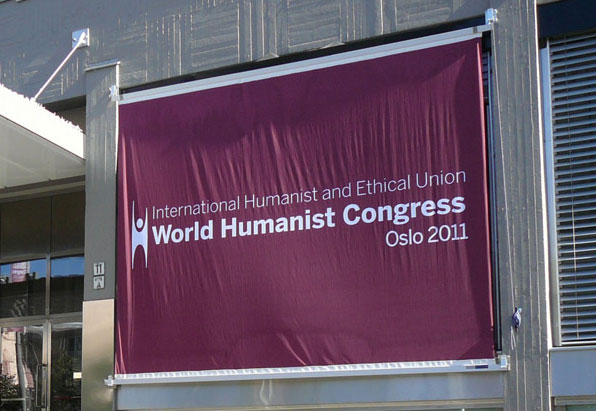
18. World Humanist Congress: Banner

Humanists International setzt sich für Religions- und Weltanschauungsfreiheit sowie die Trennung zwischen Staat und religiösen Institutionen ein und unterstützt den Welthumanistentag, den Darwin-Tag, HumanLight und den Tag der Menschenrechte als Feiertage der humanistischen Bewegung.
Bei den Vereinten Nationen besitzt Humanists International als Nichtregierungsorganisation einen besonderen Beraterstatus („Special Consultative“), beim Europarat hat sie einen allgemeinen Beraterstatus und sie ist zudem Beobachter der Afrikanischen Kommission der Menschenrechte und der Rechte der Völker. Sie unterhält Arbeitsbeziehungen mit der UNESCO.
Seit 2013 veröffentlicht die Organisation den Bericht mit dem Titel Freedom of Thought, der Diskriminierungen von nichtreligiösen Menschen weltweit dokumentiert.

### IHEYO
Die Organisation unterhält die International Humanist and Ethical Youth Organisation (IHEYO), die sich als Verbindungsorganisation von Vereinigungen humanistischer Jugendorganisationen versteht. Die Jugendorganisation führt unter anderem internationale Begegnungen zwischen den Angehörigen der humanistischen Jugendverbände in den verschiedenen Ländern durch. 2013 unterstützte sie die Durchführung eines ersten humanistischen Kongresses auf den Philippinen.

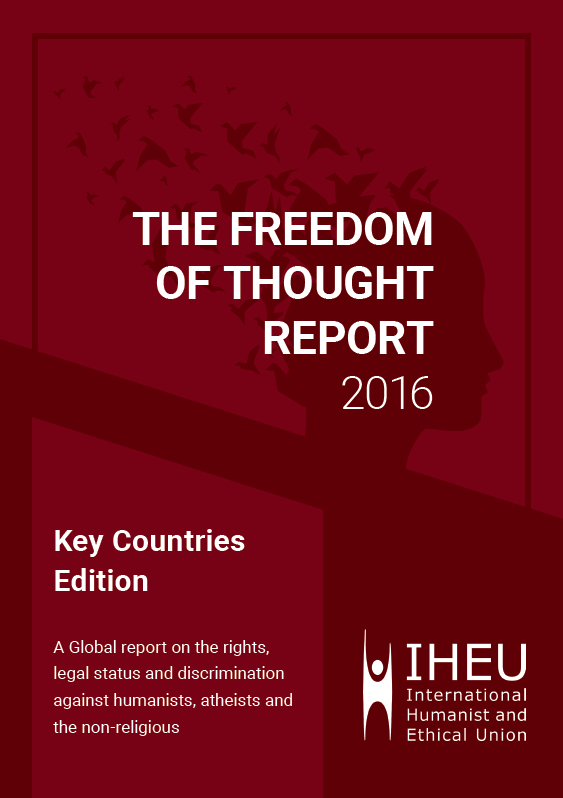
Freedom of Thought Report (Ausgabe 2016)

Präsidentin der IHEYO ist Marieke Prien (Deutschland), Generalsekretär Anton van Dyck (Niederlande).

### Konferenzen und Versammlungen
Die Organisation hielt bisher 19 Mal einen World Humanist Congress ab. Der Kongress ist die größte regelmäßige Versammlung nichtreligiöser Menschen weltweit. Er soll laut Statut mindestens einmal alle fünf Jahre abgehalten werden, regelmäßig finden sie aber seit über zehn Jahren in dreijährlichem Rhythmus statt. Der letzte internationale Kongress der IHEU fand vom 8. bis 10. August 2014 in Oxford statt. Der 20. Kongress sollte 2017 in São Paulo (Brasilien) durchgeführt werden, wurde aber im Februar 2017 vertagt.
In jährlichem Rhythmus werden Generalversammlungen von Vertretern der in der IHEU zusammengeschlossenen Organisationen abgehalten.

### Welthumanistentag
Am 21. Juni 1986 wurde in Oslo der World Humanist Day, der an das astronomische Ereignis der Sommersonnenwende anknüpft, als internationaler humanistischer Feiertag ins Leben gerufen. Als Feiertag soll er das Bewusstsein für humanistische Ideen und Überzeugungen in der Öffentlichkeit verbessern und in Gemeinschaft gefeiert werden.
Eine gesetzliche Gleichstellung mit den Feiertagen von Religionsgemeinschaften gab es erstmals 2014 in Berlin, wo der internationale humanistische Feiertag in die Ausführungsvorschrift zur Schulbesuchspflicht der Senatsverwaltung aufgenommen wurde. Schüler, die dem Humanistischen Verband angehören, können sich am 21. Juni vom Schulbesuch beurlauben lassen.

## Persönlichkeiten
Zu den Vorsitzenden und Präsidenten gehörten Mihailo Marković, Paul Kurtz, Vern Bullough und Levi Fragell sowie Roy W. Brown. Erster Präsident war, neben dem damals außerdem gewählten Vorsitzenden des Dachverbandes, Julian Huxley.
| Jahre     | Position             | Person(en)      | Person(en)          | Person(en)       |  |
| --------- | -------------------- | --------------- | ------------------- | ---------------- |  |
| 1952–1975 | Vorsitzender         | Jaap van Praag  |                     |                  |  |
| 1975–1979 | Vorsitzende (Troika) | Piet Thones     | Mihailo Marković    | Howard B. Radest |  |
| 1979–1985 | Vorsitzende (Troika) | Bert Schwarz    | Mihailo Marković    | Howard B. Radest |  |
| 1985–1986 | Vorsitzende (Troika) | Bert Schwarz    | Svetozar Stojanović | Howard B. Radest |  |
| 1986–1987 | Vorsitzende (Troika) | Rob Tielman     | Svetozar Stojanović | Paul Kurtz       |  |
| 1987–1990 | Vorsitzende (Troika) | Rob Tielman     | Levi Fragell        | Paul Kurtz       |  |
| 1990–1993 | Vorsitzende (Troika) | Rob Tielman     | Kari Vigeland       | Paul Kurtz       |  |
| 1993–1994 | Vorsitzende (Troika) | Rob Tielman     | Jane Wynne Willson  | Paul Kurtz       |  |
| 1994–1995 | Vorsitzende (Troika) | Rob Tielman     | Jane Wynne Willson  |                  |  |
| 1995–1996 | Vorsitzende (Troika) | Rob Tielman     | Jane Wynne Willson  | Vern Bullough    |  |
| 1996–1998 | Präsidenten          | Rob Tielman     |                     |                  |  |
| 1998–2003 | Präsidenten          | Levi Fragell    |                     |                  |  |
| 2003–2006 | Präsidenten          | Roy W Brown     |                     |                  |  |
| 2006–2015 | Präsidenten          | Sonja Eggerickx |                     |                  |  |
| 2015-     | Präsidenten          | Andrew Copson   |                     |                  |  |

## Geschichte
Die Organisation wurde am 26. August 1952 auf Initiative Julian Huxleys während des ersten World Humanist Congress in Amsterdam gegründet.

## Auszeichnungen

### International Humanist Award
- 1970: Barry Commoner, US-amerikanischer Umweltwissenschaftler
- 1974: Harold John Blackham, britisches IHEU-Gründungsmitglied (1952–1966)
- 1978: Vithal Mahadeo Tarkunde, indischer Richter am Bombay High Court
- 1982: Kurt Partzsch, deutscher Landesminister
- 1986: Arnold Clausse, belgischer Bildungswissenschaftler
- 1986: Atheist Centre, Indien
- 1988: Andrei Sacharow, sowjetischer Atomforscher
- 1990: Alexander Dubček, tschechoslowakischer Reformpolitiker und Ex-Parteichef (KP)
- 1992: Pieter Admiraal, niederländischer Anästhesist
- 1999: Paul Kurtz, US-amerikanischer Humanist
- 2002: Amartya Sen, indischer Wirtschaftswissenschaftler
- 2005: Jean-Claude Pecker, französischer Wissenschaftler
- 2008: Philip Pullman, britischer Kinderbuchautor
- 2011: Sophie in ’t Veld, niederländische Politikerin, und PZ Myers, US-amerikanischer Biologe und Blogger
- 2014: Gulalai Ismail (Pakistan), Gründer und Vorsitzender der Frauenrechtsorganisation Bewusste Mädchen; Wole Soyinka, nigerianischer Schriftsteller

### Distinguished Service to Humanism Award
- 1998: Corliss Lamont; Indumati Parikh; Mathilde Krim
- 1990: Jean Jacques Amy
- 1992: Indumati Parikh; Vern Bullough; Nettie Klein
- 1996: Jim Herrick; James Dilloway
- 1999: Abe Solomon; Paul Postma
- 2002: Phil Ward
- 2005: Barbara Smoker; Marius Dées de Stério
- 2007: Keith Porteous Wood
- 2008: Roy W. Brown
- 2010: Jean and Barrie Berkley
- 2011: David Pollock, ehemaliger Präsident der Europäischen Humanistischen Föderation sowie V B Rawat (Indien) und Narendra Nayak (Indien)
- 2013: Josh Kutchinsky, ehemaliges Kuratoriumsmitglied der British Humanist Association
- 2014: Robbi Robson, Philosophin und langjähriges Vorstandsmitglied
- 2015: Hope Knutsson, Gründerin von Sidmennt (Island)
- 2016: Sonja Eggerickx, langjährige Präsidentin der IHEU
- 2017: Leo Igwe, nigerianischer Religionswissenschaftler und Aktivist in Zentralafrika
- 2020: Sudesh Ghoderao; Bert Gasenbeek; Becky Hale
- 2021: Steven Pinker; Bonya Rafida Ahmed; Shanti Gurung

### Sonstige Auszeichnungen
- 1978: Special Award for Service to World Humanism: Harold John Blackham; Jaap van Praag; Sidney Scheuer
- 1988: Humanist Laureate Award: Betty Friedan; Herbert Hauptman; Steve Allen
- 1988: Humanist of the Year Award: Henry Morgentaler
- 1992: Distinguished Human Rights Award: Elena Bonner
- 1996: Humanist Awards: Shulamit Aloni; Taslima Nasrin; Xiao Xuehui
- 2009: Für die Arbeit zur weltweiten Verbreitung von Vernunft und Wissenschaft (gemeinsam mit der British Humanist Association): Richard Dawkins
- 2011: Nordic Rainbow Humanists Award: George Thindwa (Malawi)
- 2014: Humanist of the Year Award: Gulalai Ismail, pakistanische Frauenrechtsaktivistin und Gründerin von Aware Girls
- 2017: Distinguished Services to Anti-Superstition Award: Narendra Dabholkar
- 2021: Preis für Gedankenfreiheit: Mubarak Bala